# 산사태

산사태(1997년, 미국)

산사태(山沙汰, 영어: landslide, landslip)는 호우, 지진, 화산폭발, 눈사태 등의 원인에 의하여 산지의 급사면을 구성하는 물질이 하부로 급격히 이동하는 현상을 말한다. 급사면이 자중으로 붕괴되는 사면붕괴, 사면에서 전단강도보다 약한 면을 따라 활동이 일어나는 활동파괴, 폭우시 급사면의 느슨한 토사가 물과 함께 흘러내리는 토석류 등을 포함한 급격한 사면파괴로 나눌 수 있다. 무분별한 개발로 산의 지반이 약해지는 것이 원인이 되어 산사태가 발생하는 경우도 있다. 또 여러 가지 자연재해로 지반이 약해져 붕괴되는 경우도 있다.

## 같이 보기
- 2011년 7월 한국 중부 집중호우
- 2020년 한반도 집중호우
- 사면 (토질역학)